# Orchestre symphonique de la radio-télévision espagnole

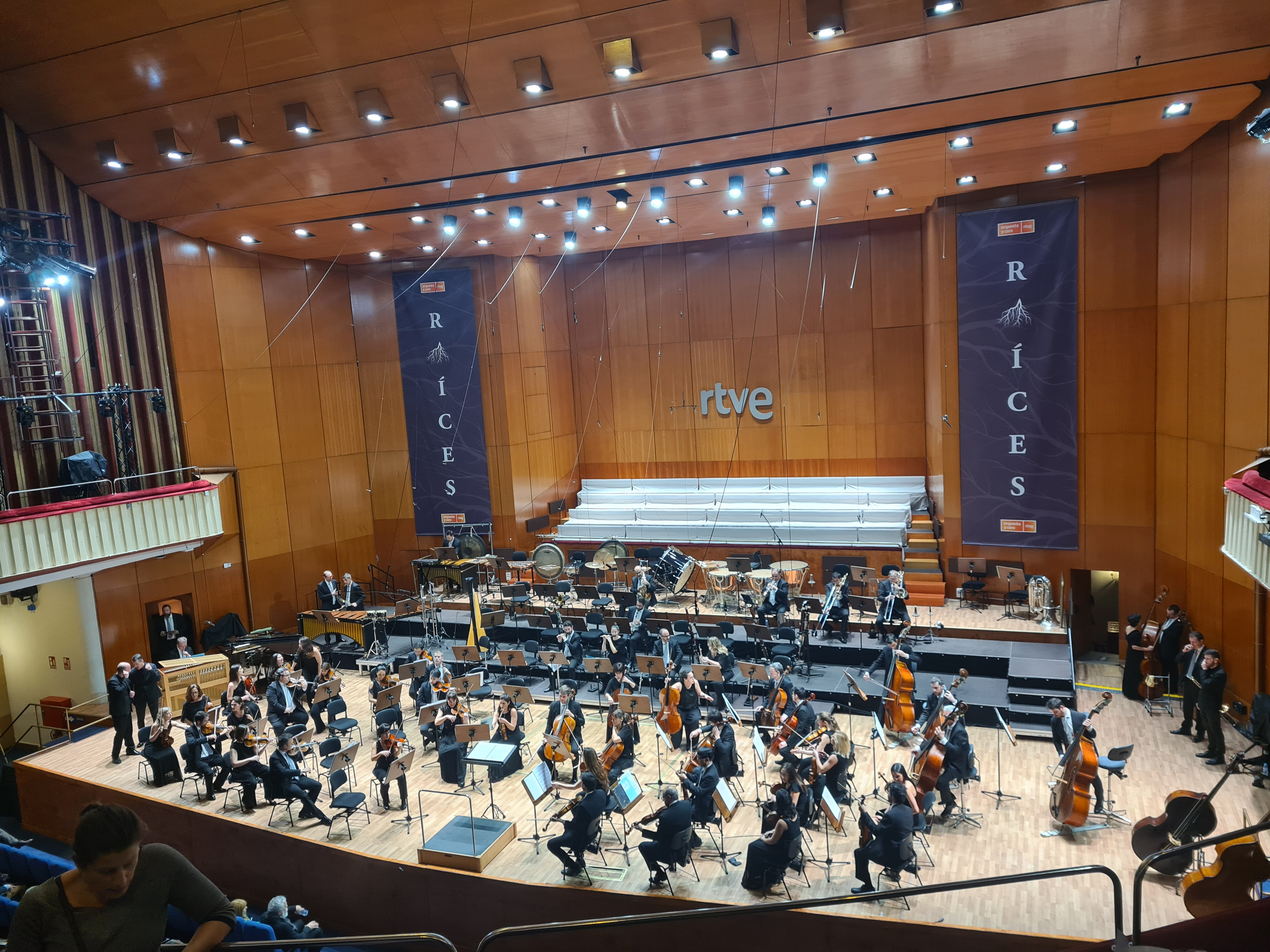
Orchestre symphonique de la radio-télévision espagnole

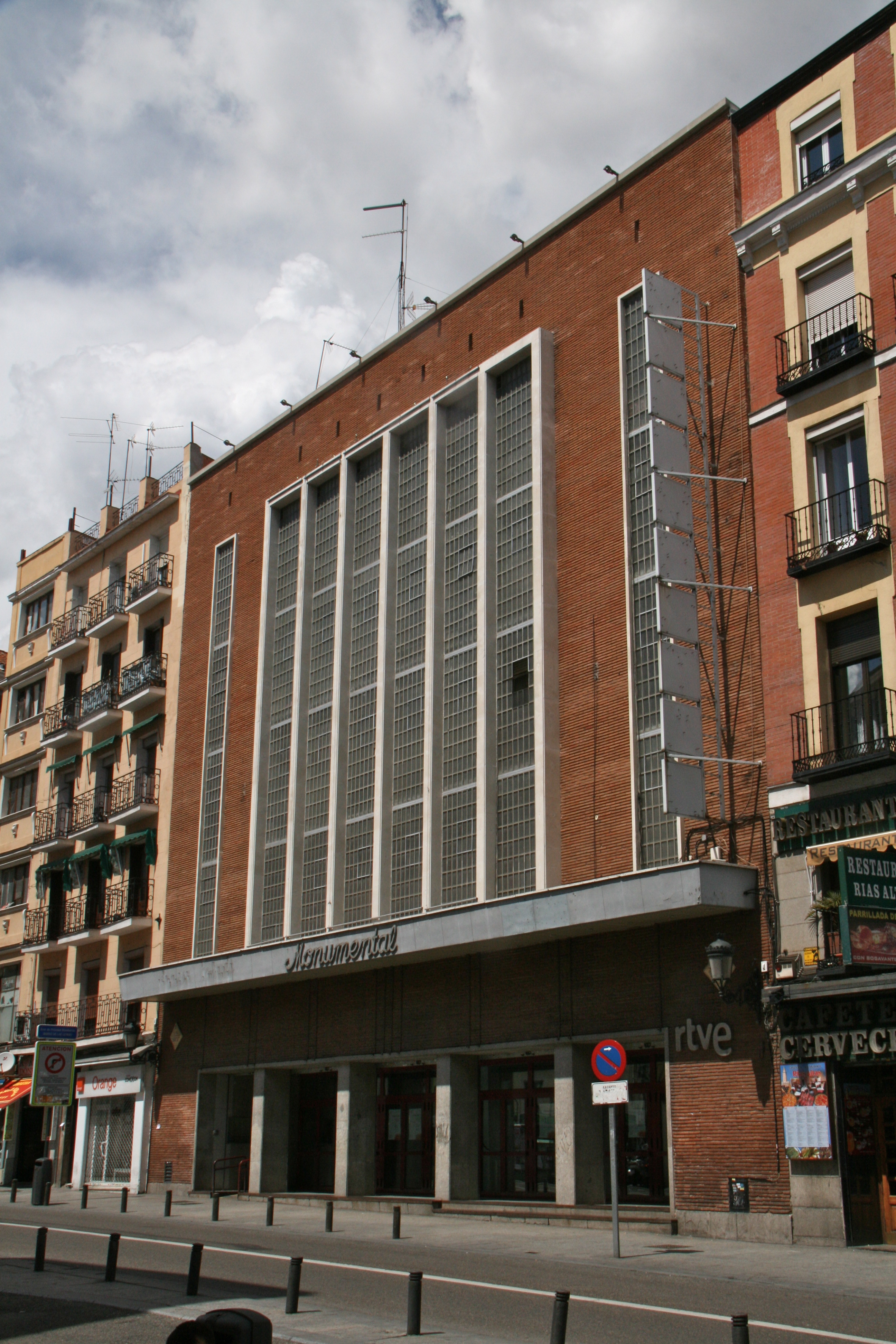
Façade du Teatro Monumental.

L'Orchestre symphonique de la radio-télévision espagnole (espagnol : Orquesta Sinfónica de Radio Televisión Española) à Madrid est un orchestre symphonique espagnol fondé en 1965.

## Historique
L'Orchestre symphonique de la radio-télévision espagnole est un orchestre espagnol créé par la Radio Televisión Española. Le 27 mai 1965, il naît comme un des plus jeunes orchestres de radio et de télévision européens. Il s'est produit officiellement au Théâtre de la Zarzuela de Madrid, dirigé par son Directeur Fondateur, Igor Markevitch, avec un programme qui comprenait des œuvres de Prokofiev, Wagner, Falla et Beethoven. Son siège officiel est le Teatro Monumental de Madrid.

## Chefs permanents
- Igor Markevitch (1965)
- Antoni Ros-Marbà (1965–1966)
- Enrique García Asensio (1966–1984)
- Odón Alonso (1968–1984)
- Miguel Ángel Gómez Martínez (1984–1987)
- Árpád Joó (1988–1990)
- Sergiu Comissiona (1990–1998)
- Enrique García Asensio (1998–2001)
- Adrian Leaper (2001–2011)
- Carlos Kalmar (2011-)

## Créations
- Symphonie pour dix-sept cuivres de Luis de Pablo 1967